# Amblyeleotris wheeleri
Amblyeleotris wheeleri és una espècie de peix de la família dels gòbids i de l'ordre dels perciformes.

## Morfologia
Els adults poden assolir els 10 cm de longitud total.

## Distribució geogràfica
Es troba des de l'Àfrica oriental fins a Fidji, el sud del Japó i la Gran Barrera de Corall.